# Ель-Кампільйо (Вальядолід)
Ель-Кампільйо (ісп. El Campillo) — муніципалітет в Іспанії, у складі автономної спільноти Кастилія-і-Леон, у провінції Вальядолід. Населення — 235 осіб (2010).
Муніципалітет розташований на відстані близько 140 км на північний захід від Мадрида, 50 км на південний захід від Вальядоліда.

## Демографія
Динаміка населення (INE ):